# Кодимська сільська рада
Коди́мська сільська́ ра́да — орган місцевого самоврядування в Первомайському районі Миколаївської області. Адміністративний центр — село Кам'яний Міст.

## Загальні відомості
- Населення ради: 1 092 особи (станом на 2001 рік)

## Населені пункти
Сільській раді підпорядковані населені пункти:
- с. Кам'яний Міст

## Склад ради
Рада складається з 16 депутатів та голови.
- Голова ради: Троцький Андрій Миколайович
- Секретар ради: Гевко Любов Олександрівна

### Керівний склад попередніх скликань
| Прізвище, ім'я, по батькові | Основні відомості                                                         | Дата обрання | Дата звільнення |
| --------------------------- | ------------------------------------------------------------------------- | ------------ | --------------- |
| Ковальчук Людмила Василівна | Сільський голова, 1952 року народження, позапартійна                      | 26.03.2006   | 31.10.2010      |
| Троцький Андрій Миколайович | Сільський голова, 1979 року народження, освіта вища, член Партії регіонів | 31.10.2010   |                 |

Примітка: таблиця складена за даними сайту Верховної Ради України

### Депутати
За результатами місцевих виборів 2010 року депутатами ради стали:

#### За суб'єктами висування
| Суб'єкт висування                        | Кількість обраних депутатів | %    |
| ---------------------------------------- | --------------------------- | ---- |
| Партія регіонів                          | 7                           | 43,8 |
| Політична партія «Сильна Україна»        | 5                           | 31,3 |
| Самовисування                            | 2                           | 12,5 |
| Народна партія                           | 1                           | 6,3  |
| Прогресивна соціалістична партія України | 1                           | 6,3  |

#### За округами
| № округу                                 | Прізвище, ім'я, по батькові      | Дата визнання обраним | Освіта             | Партійна приналежність                          | Відомості про обраного депутата                                            |
| ---------------------------------------- | -------------------------------- | --------------------- | ------------------ | ----------------------------------------------- | -------------------------------------------------------------------------- |
| Народна Партія                           |                                  |                       |                    |                                                 |                                                                            |
| 13                                       | Лобанова Лариса Миколаївна       | 03.11.2010            | середня            | член Народної партії                            | тимчасово не працює                                                        |
| Партія регіонів                          |                                  |                       |                    |                                                 |                                                                            |
| 3                                        | Ковальов Володимир Володимирович | 03.11.2010            | середня            | член Партії регіонів                            | тимчасово не працює                                                        |
| 4                                        | Жмурченко Валентина Андріївна    | 03.11.2010            | середня            | член Партії регіонів                            | пенсіонер                                                                  |
| 5                                        | Гевко Любов Олександрівна        | 03.11.2010            | вища               | член Партії регіонів                            | Кодимська сільська рада, секретар                                          |
| 6                                        | Синицький Сергій Павлович        | 03.11.2010            | вища               | член Партії регіонів                            | Бандурський завод, оператор                                                |
| 7                                        | Білокур Олександр Миколайович    | 03.11.2010            | середня спеціальна | член Партії регіонів                            | ПСП «Колос», електрикі зав.складом                                         |
| 8                                        | Матвєєв Денис Григорович         | 03.11.2010            | вища               | член Партії регіонів                            | підприємець                                                                |
| 14                                       | Дороніна Євгенія Петрівна        | 03.11.2010            | середня            | член Партії регіонів                            | Навчальний заклад «Дзвіночок», вихователь                                  |
| Політична партія «Сильна Україна»        |                                  |                       |                    |                                                 |                                                                            |
| 1                                        | Болгарін Григорій Андрійович     | 03.11.2010            | середня            | член Політичної партії «Сильна Україна»         | пенсіонер                                                                  |
| 9                                        | Фоміна Тетяна Валеріївна         | 03.11.2010            | середня            | член Політичної партії «Сильна Україна»         | СПД Чумаченко, продавець                                                   |
| 10                                       | Нотич Олександр Володимирович    | 03.11.2010            | вища               | член Політичної партії «Сильна Україна»         | Первомайська ветеринарна лікарня, ветеринар                                |
| 11                                       | Самофал Олександр Володимирович  | 03.11.2010            | вища               | член Політичної партії «Сильна Україна»         | ПП «Слов'янка», оператор                                                   |
| 16                                       | Кошелап Олександр Миколайович    | 03.11.2010            | середня            | член Політичної партії «Сильна Україна»         | ПСП «Колос», маляр                                                         |
| Прогресивна соціалістична партія України |                                  |                       |                    |                                                 |                                                                            |
| 12                                       | Пилипчик Петро Дмитрович         | 03.11.2010            | середня            | член Прогресивної соціалістичної партії України | тимчасово не працює                                                        |
| Самовисування                            |                                  |                       |                    |                                                 |                                                                            |
| 2                                        | Кречко Сергій Іванович           | 03.11.2010            | середня            | позапартійний                                   | СТБ «Котовська сигналізації та зв'язку одеської залізниці», електромеханік |
| 15                                       | Панасюк Тетяна Ярославівна       | 03.11.2010            | середня спеціальна | позапартійна                                    | Первомайська міська лікарня, медсестра                                     |